# Alejandro Rivas Palmer
Alejandro Rivas Palmer (nacido el 4 de noviembre de 1998 en Liria, Valencia) es un jugador de baloncesto profesional español que mide 2,04 metros y actualmente juega de ala-pívot en el CB Benicarló de la Liga LEB Plata.

## Trayectoria
Nacido en Liria, Valencia, es un jugador formado en la cantera del EB Lliria y del CB Terra Alfas del Pi, este último con el que debutaría con 17 años en Liga EBA en la temporada 2015-16, aún siendo júnior de primer año.
En la temporada 2016-17 en las filas del CB TerrAlfas se convertiría en jugador del primer equipo con el que disputó 18 encuentros en liga regular con una media de 24,18 minutos por partido, 9,9 puntos, 5,2 rebotes y 0,7 asistencias por encuentro. 
En la temporada 2017-18, Rivas jugó un total de 21 encuentros en fase regular con una media de 31 minutos por partido, 12, 2 puntos, 7 rebotes y 1,1 asistencias por encuentro.
En la temporada 2018-19 ficha por el Valencia Basket y se integra en el filial de Liga EBA con el que jugó un total de 10 encuentros de liga regular con una media de 25,56 minutos por partido, 12,7 puntos, ocho rebotes y 1,5 asistencias por encuentro. En la fase clasificatoria , Rivas disputó un total de 13 partidos con una media de 26,32 minutos por encuentro con 8,7 puntos, 6,8 rebotes y 2 asistencias por encuentro jugado. 
Durante la temporada 2019-20 jugó 10 partidos en fase regular con 28,26 minutos por partido y una media de 14,9 puntos, 6,4 rebotes y 2,9 asistencias por partido mientras que en la fase clasificatoria jugó un total de siete encuentros con 28,26 minutos por partido y una media de 14 puntos, 3,9 rebotes y 3,4 asistencias.
El 4 de septiembre de 2020, se hace oficial su fichaje por el Palmer Alma Mediterránea Palma de la Liga LEB Oro, durante una temporada, junto a su hermano Diego.
En la temporada 2021-22, regresa al Valencia Basket "B" para su estreno en la Liga LEB Plata.
El 16 de agosto de 2022, firma por el CB Benicarló de la Liga LEB Plata.